# Saint-Eugène-de-Guigues
Saint-Eugène-de-Guigues es un municipio canadiense situado en la provincia de Quebec.

## Superficie
Saint-Eugène-de-Guigues tiene una superficie de 109,52 km².

## Demografía
En 2021, tenía 458 habitantes, una densidad poblacional de 4,2 hab./km², y 254 viviendas.